# Olisthopus brevicornis
Olisthopus brevicornis är en skalbaggsart som beskrevs av Thomas Casey. Olisthopus brevicornis ingår i släktet Olisthopus och familjen jordlöpare. Inga underarter finns listade i Catalogue of Life.